# Bronisław Wiernik

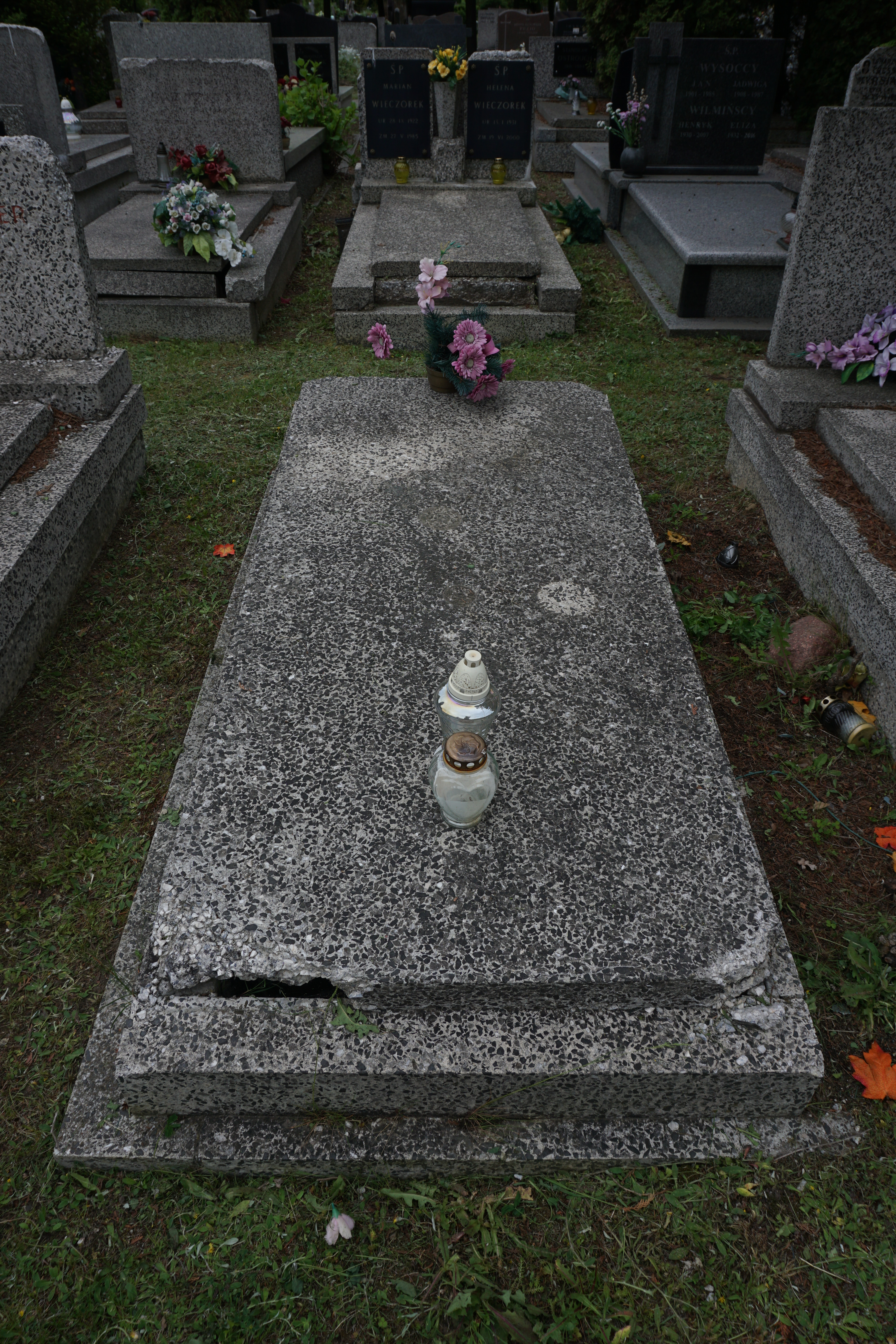
Grób Bronisława Wiernika na cmentarzu Komunalnym Północnym w Warszawie

Bronisław Wiernik (ur. 4 listopada 1909 w Warszawie, zm. 5 sierpnia 1989 tamże) – polski dramaturg, reportażysta oraz scenarzysta i reżyser filmowy.

## Życiorys
Urodził się w Warszawie, w rodzinie Antoniego Wiernika, lekarza, i Brytyjki Marii Webster, pielęgniarki. Uczęszczał do Gimnazjum Magnusa Kryńskiego w Warszawie, gdzie zdał maturę. Następnie studiował filologię romańską na Sorbonie w Paryżu. W 1931 ukończył studia i rozpoczął pracę dziennikarską. Współpracował w tym okresie z prasą angielską i francuską, m.in. z „Manchester Guardian” i „La Petite Gironde” (Bordeaux).
W czasie wybuchu II wojny światowej przebywał we Francji. Tam wstąpił do 2. Dywizji Strzelców Pieszych. Po kapitulacji Francji został internowany i przebywał w obozach jenieckich w Szwajcarii, skąd po kilku miesiącach uciekł i przyłączył się do francuskiej partyzantki Forces Françaises de l'Interiecures (FFI), w której szeregach walczył do wyzwolenia Paryża. Od grudnia 1944 do września 1948 był korespondentem francuskiej armii okupacyjnej w Niemczech, współpracował też z prasą polską wychodzącą w Paryżu, m.in. z „Głosem Kobiet” (1944–1945). We wrześniu 1948 powrócił do Polski. W latach 1947–1952 pracował w redakcji „Trybuny Wolności”, na której łamach publikował reportaże z Polski, Francji, Anglii, krajów skandynawskich, Chin oraz w 1951, jako korespondent radia i prasy polskiej, z Korei i Wietnamu; tu także w 1955 drukował m.in. cykl reportaży pt. Co nowego na Zachodzie? Należał do PZPR i Stowarzyszenia Dziennikarzy Polskich. W 1952 pełnił funkcję redaktora naczelnego Wytwórni Filmów Dokumentalnych w Warszawie. Od grudnia 1952 pracował jako redaktor w Polskim Radiu. Był autorem, a od 1965 także reżyserem wielu słuchowisk i adaptacji radiowych. Współpracował także z Telewizją Polską jako autor scenariuszy filmów publicystycznych. W 1957 wchodził w skład jury konkursu radiowego Prix Italia we Włoszech. W latach 1962–1963 przebywał w Wietnamie jako członek Międzynarodowej Komisji Nadzoru i Kontroli w Sajgonie. Od 1973 należał do Związku Literatów Polskich. 
W 1948 zawarł związek małżeński z Janiną Kostecką (1910–1985), redaktorką. 
Zmarł w Warszawie, pochowany obok żony na cmentarzu Komunalnym Północnym (kwatera E-VII-1-1-14).

## Twórczość
Filmy dokumentalne
- 1949 – Odpowiedź (scenariusz, reżyseria)
- 1950 – Ludzie wybierają życie (scenariusz, reżyseria)
- 1951 – Korea oskarża (scenariusz, reżyseria)
- 1952 – Ludy kolonialne (scenariusz, reżyseria)
- 1952 – Go home. Wracaj do siebie (scenariusz, reżyseria)
- 1952 – Jutro jest bliższe (scenariusz, reżyseria)
- 1955 – Pod jednym niebem (scenariusz)
- 1957 – Podróż do Azji (reżyseria)

Proza
- 1949 – Trasa W-Z. 22. VII. 1949 (współautor: Karol Małcużyński)
- 1949 – Józef Pehm-Mindszenty – szpieg w kardynalskiej purpurze (współautor: Karol Małcużyński)[4]
- 1960 – Nietutejszy
- 1960 – Reszta nie jest milczeniem[5] (współautor: Jerzy Janicki)
- 1961 – Ich pierwsza miłość. Przygody jednego powrotu
- 1962 – Anne-Marie i inni
- 1964 – Rok tygrysa: O Wietnamie... i nie tylko o Wietnamie
- 1965 – Nocny rajd
- 1966 – Kto zabił Szańca? (współautor: Marian Bekajło)
- 1967 – Cień kapitana Daileya. Korespondent sajgoński zmienia zdanie
- 1969 – Spotkanie w dżungli
- 1981 – Fuga

Reportaże
- 1966 – List do Ewy (w: Wejście w kraj, t. II)
- 1975 – Most (w: Tu zaszła zmiana)
- 1976 – Porwali Polskę (w: Klucze do zdarzeń)

## Ordery i odznaczenia
- Krzyż Oficerski Orderu Odrodzenia Polski (8 lipca 1954)[6]
- Złoty Krzyż Zasługi (22 lipca 1950)[7]
- Medal 10-lecia Polski Ludowej (7 stycznia 1955)[8]

## Nagrody
- Państwowa Nagroda Artystyczna II stopnia (zespołowa) w dziale kinematografii za film dokumantalny Szeroka droga (1950)[9]
- Nagrody Radia i Telewizji: Nagroda zespołowa za oryginalne słuchowisko Niech żyje człowiek Jerzego Janickiego i Bronisława Wiernika (1958)[10]
- Złoty Mikrofon za cykl słuchowisk dokumentalnych w Programie III PR (1973)[11]
- Nagroda Państwowa I stopnia (1989)[3]